# 2001年1月9日月食
2001年1月9日月食为一次在协调世界时2001年1月9日出現的月全食。該次月食半影食分為2.187、全影食分為1.194。偏食維持了99分，全食維持31分。

## 概述
這次月食的食分是7.42，偏食維持了99分，全食維持31分。

## 基本參數
- 類型：月全食
- 食甚資料：
  - 日期：2001年1月9日
  - 時間：20:21
  - 月球位置：赤經7.42度、赤緯22.4度
  - 食分：半影食分：2.187、全影食分：1.194
  - 持續時間：偏食99分、全食31分

## 外部連結
- NASA月食專頁（页面存档备份，存于）（英文）